# Robert IV de Beu
Pour les articles homonymes, voir Robert IV et Robert de Dreux.
Robert IV, vicomte de Beu est le fils de Robert III de Dreux, 3e vicomte de Beu et de Béatrix de Courlandon.
Il est le 4e seigneur du nom de la branche cadette des "seigneurs de Beu" qui s'éteindra à la fin du XVIe siècle (cf. la Liste des vicomtes de Beu)

## Blason
"échiqueté d'or et d'azur à la bordure engrelée de gueules" (cf. Armorial des Capétiens)

## Origine du nom
Beu, le nom ancien de Bû (Eure-et-Loir) semble venir de l'abréviation des désignations latines Beucum ou Beutum sous lesquelles le village est cité au Moyen Âge.

## Histoire
Il épousa Isabeau des Barres (ap. 1354) fille de Jean des Barres, ils auront deux enfants :
- Robert V (v. 1339) seigneur de Bagneux.
- Jean Ier (v. 1340) seigneur de Beu, mort en 1370 (décédé sans descendance)

## Sources
- « Petite et grande histoire de Bû (Beu) »